# Kfar Aza
Kfar Aza (héberül: כְּפַר עַזָּה - magyarul Gáza Faluja) egy kibuc Dél-Izraelben. Gázától körülbelül 5 kilométerre keletre, Netivot és Szderót között található. A Sha'ar HaNegev Regionális Tanács joghatósága alá tartozik. 2021-ben 765 lakosa volt.

## Története
A kibucot 1951 augusztusában alapították egyiptomi és marokkói zsidó bevándorlók és menekültek. 1955-ben ideiglenesen elhagyták a falut, 1957 januárjában a Mita'arim gar'in ifjúsági szervezet tagjai költöztek be.
A 2023-as mészárlás előtt a kibucnak több mint 700 lakosa volt, emellett iskola és zsinagóga is működött.

### 2023-as mészárlás
A több mint 20 dél-izraeli város és falu ellen 2023. október 7-én végrehajtott széles körű meglepetésszerű támadás részeként körülbelül 70 Hamász-fegyveres szivárgott be Kfar Azába, lemészárolták a lakosság nagy részét, és romba döntötték a falut. Áldozataik civil lakosok voltak, köztük legalább 40 gyermek. Ezenfelül több túszt is ejtettek. A Hamász beszivárgó tagjai négy irányból támadták meg a falut. Megsemmisítették a város határában lévő kaput és válogatás nélkül öldökölték a lakosságot, felgyújtották az autóikat és otthonaikat, és kézi páncéltörő gránátvetőkkel hatoltak be az házakba. Több mint száz civil halt meg.
Két napba telt, mire az Izraeli Védelmi Erők visszaszerezték az irányítást a község felett. A meggyilkolt izraeliek pontos száma még mindig nem ismert, október 15-i adatok szerint 52-en haltak meg, további legalább 20 embert eltűntként tartanak nyilván.
A támadás jelentős volt, embereket daraboltak fel és égettek halálra a terroristák. Egyelőre nem erősítették meg az izraeliek állítását, miszerint kisbabák fejét vágták le.

## Gazdaság
Kfar Azában található a tel-avivi tőzsdén is jegyzett Kafrit Industries nevű műanyaggyár. Kfar Aza úttörő volt az automatizált öntözőrendszerek bevezetésében a mezőgazdaságban.

## Galéria

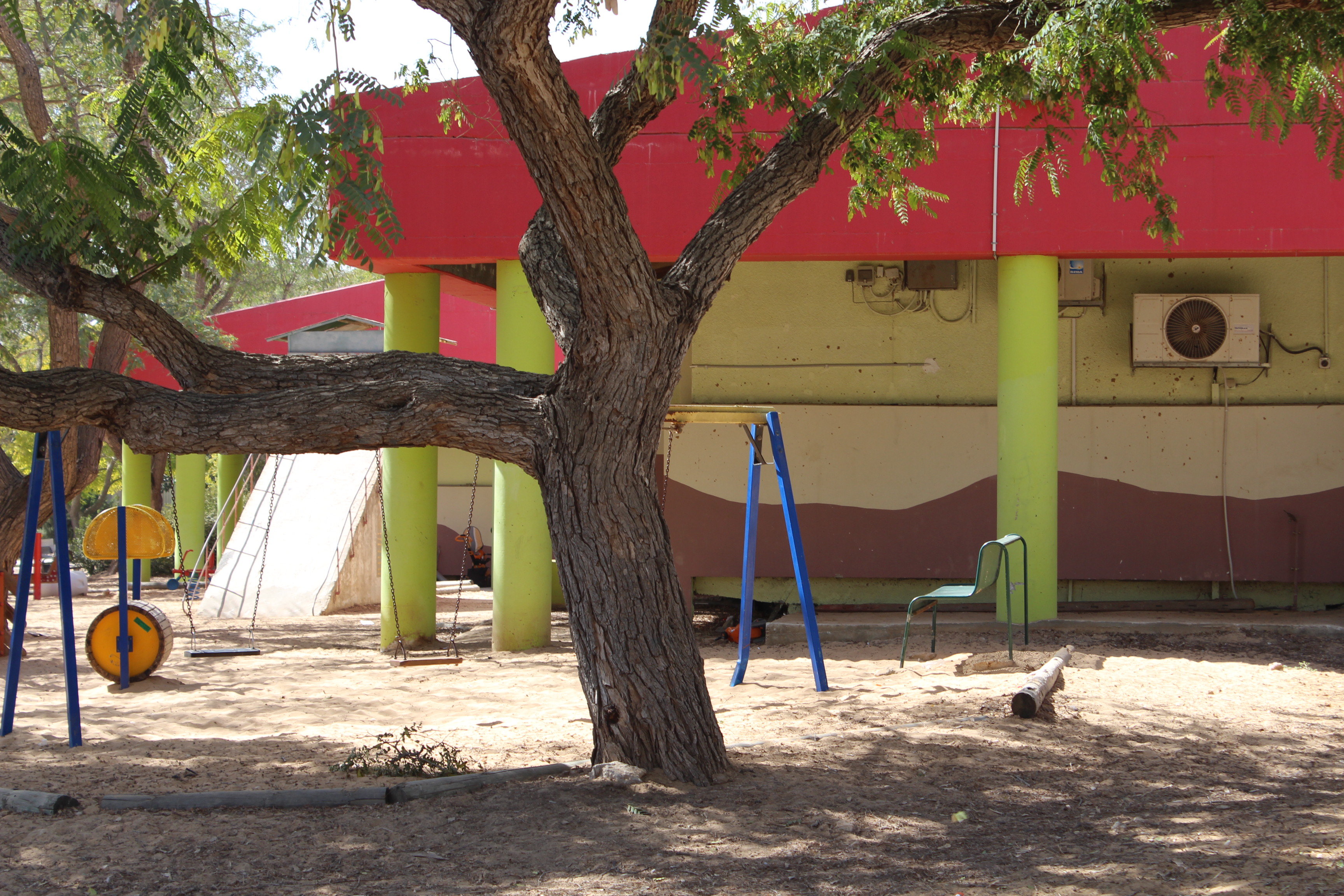
Óvóhely Kfar Aza-ban
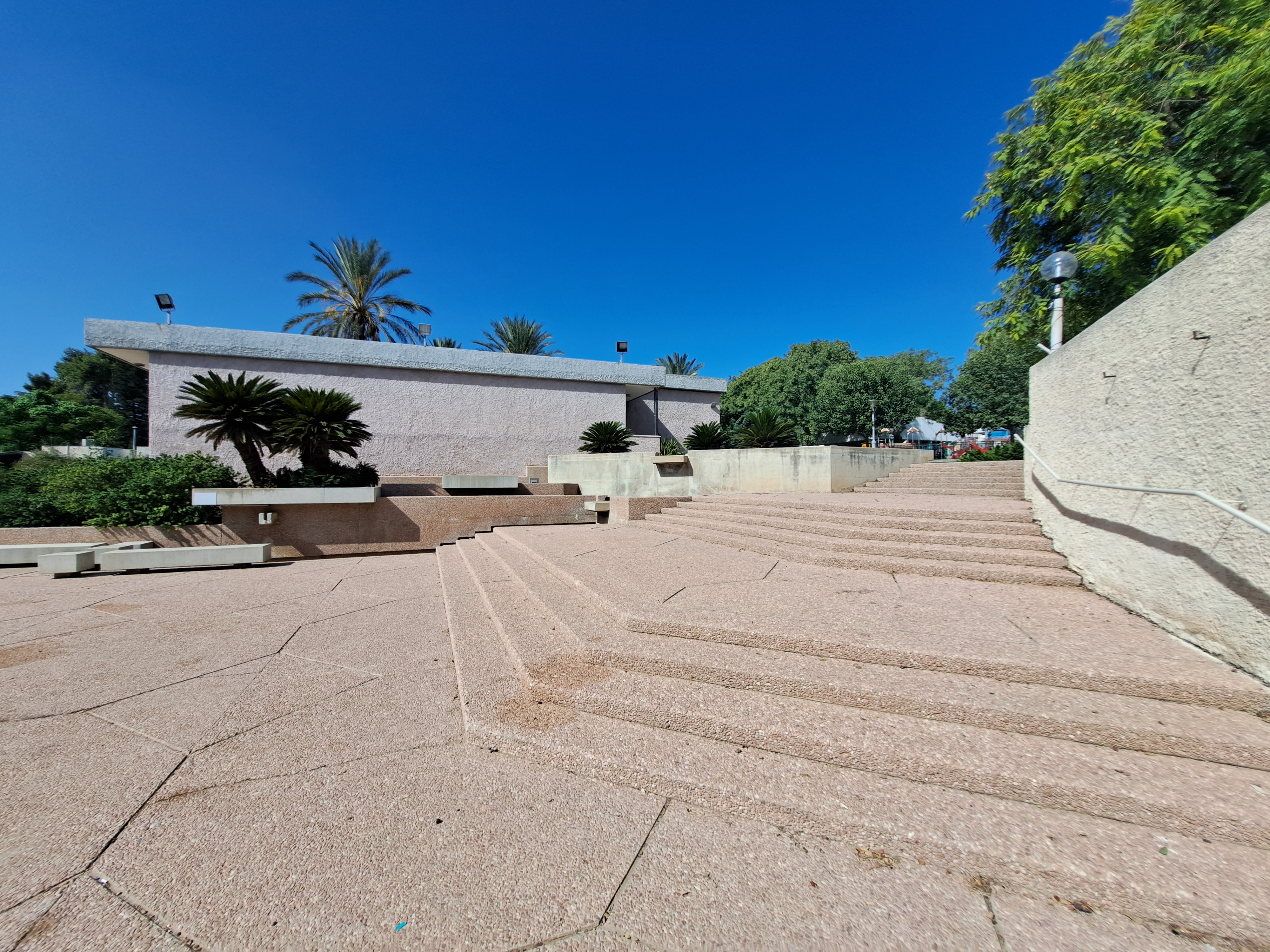
Kfar Aza-i "Kúltúra Háza"
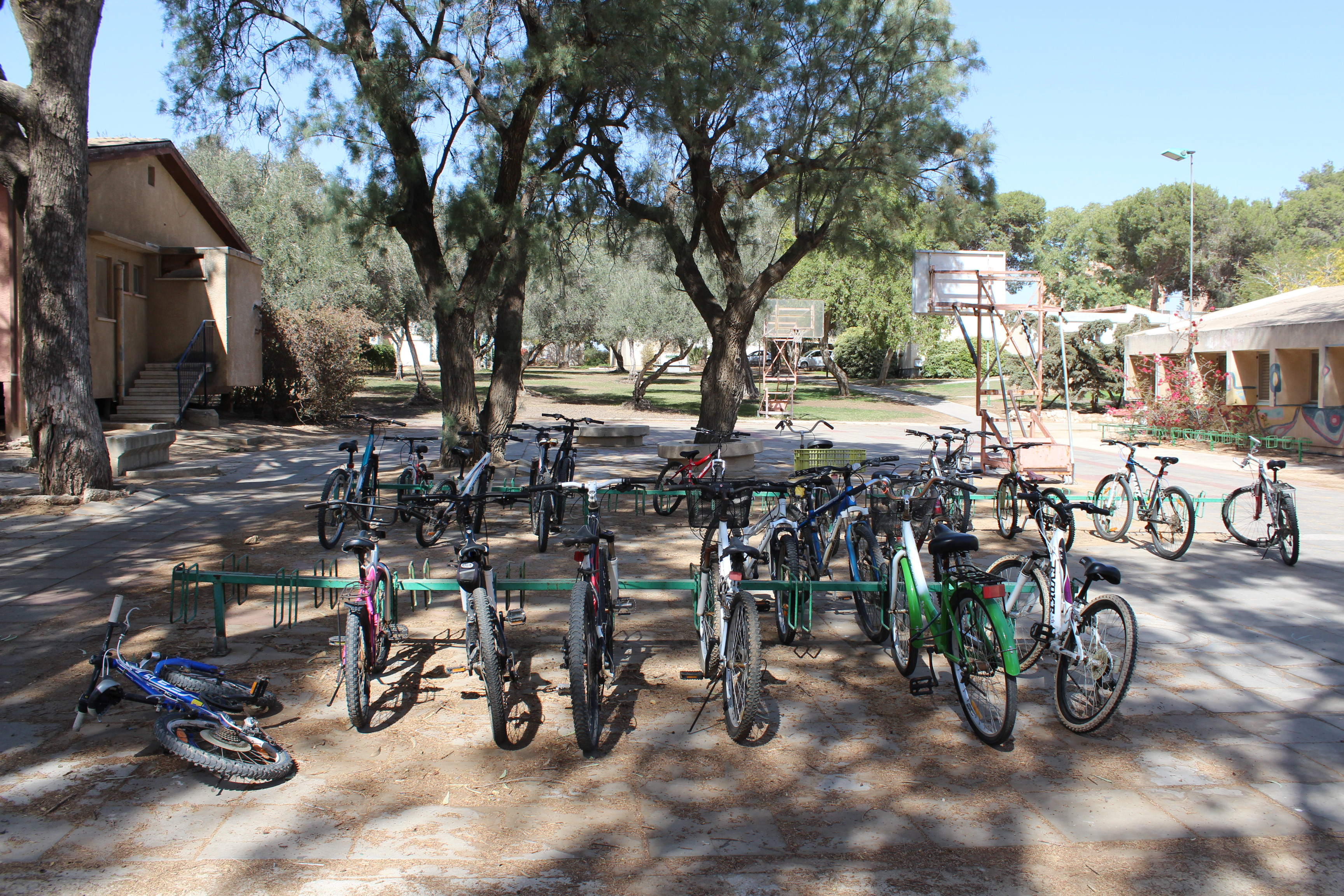
Biciklik a kibucban
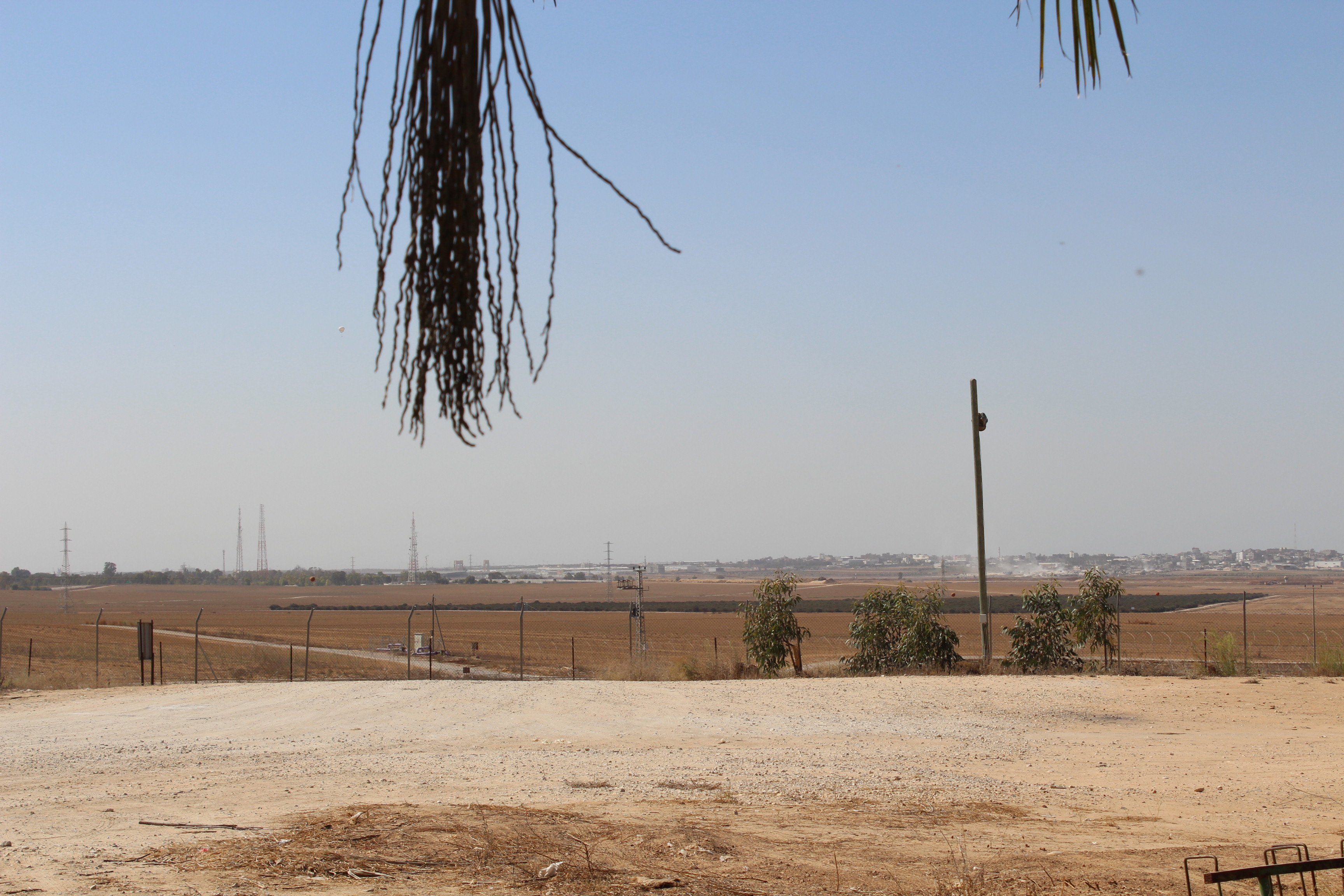
Kilátás Gázára a Kfar Azaból

## Fordítás
Ez a szócikk részben vagy egészben  a   Kfar Aza című angol Wikipédia-szócikk ezen változatának fordításán alapul.  Az eredeti cikk szerkesztőit annak laptörténete sorolja fel. Ez a jelzés csupán a megfogalmazás eredetét és a szerzői jogokat jelzi, nem szolgál a cikkben szereplő információk forrásmegjelöléseként.